# نبرد رعیم
نبرد رعیم (به عبری: קרב רעים‎، به عربی: معركة رعيم) در ۷ اکتبر ۲۰۲۳، زمانی که حماس عملیات طوفان الاقصی را در جریان درگیری اکتبر ۲۰۲۳ غزه و اسرائیل آغاز کرد، رخ داد. در ساعت ۱۰:۰۰ صبح، کمتر از پنج ساعت پس از آغاز عملیات طوفان الاقصی، درگیری در خارج از پایگاه ارتش رعیم، که مقر لشکر ۱۴۳ غزه است، گزارش شد. بعداً گزارش شد که حماس کنترل پایگاه ارتش رعیم را به دست گرفته و چند سرباز اسرائیلی را به اسارت گرفته‌است. بعداً در همان روز، نیروهای دفاعی اسرائیل کنترل پایگاه نظامی را دوباره به دست گرفتند.